# باولو بوليتشي
باولو بوليتشي (بالإيطالية: Paolo Pulici)‏ (مواليد 27 أبريل 1950) هو لاعب كرة قدم. يلعب مع منتخب إيطاليا لكرة القدم. سبق له أن لعب في كأس العالم لكرة القدم مع منتخب بلاده.

## روابط خارجية
- باولو بوليتشي على موقع الاتحاد الدولي (مؤرشف)  (الإنجليزية)
- باولو بوليتشي على موقع قاعدة بيانات كرة القدم.إي يو (الإنجليزية)
- باولو بوليتشي على موقع ناشيونال فوتبول تيمز (الإنجليزية)
- باولو بوليتشي على موقع عالم كرة القدم.نت (الإنجليزية)